# هولیز (کوئینز)
هولیز (به انگلیسی: Hollis) یک منطقهٔ مسکونی در ایالات متحده آمریکا است که در کویینز واقع شده‌است. هولیز ۲۰٬۲۶۹ نفر جمعیت دارد.